# Elsparkcykel

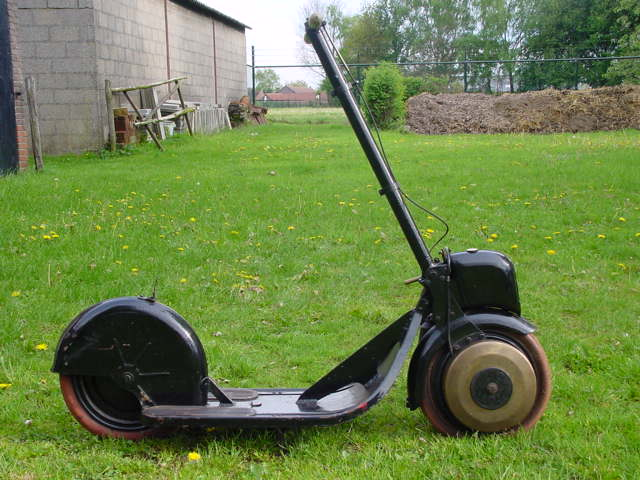
En autoped från 1919, en föregångare till elsparkcykeln.

Elsparkcykel (engelska: e-scooter) är en uppladdningsbar batteridriven sparkcykel av typ enpersonsfordon (EPF). I länder som Danmark, Norge, Tyskland, Frankrike och Spanien råder en åldersgräns på runt 16 år. I Sverige finns ingen lagstadgad åldersgräns men uthyrare i Sverige har ofta en 18-årsgräns. Om barn under 15 år kör fordonet är det däremot lag på att de ska använda hjälm.

## Etymologi
Ordet är belagt i svenska språket sedan 1928 i utvidgad betydelse för en eldriven sparkcykel.

## Historia
En föregångare till elsparkcykeln var autopeden som uppfinnaren Arthur Gibson tog patent på i USA 1916. Till det yttre var den mycket snarlik 2000-talets elsparkcyklar, men med skillnaden att den hade bensinmotor. Toppfarten antas ha varit 50 kilometer i timmen, men vid hastigheter över 30 kilometer i timmen blev den instabil.
Trenden med de senare elsparkcyklarna spreds från USA till Europa. I Sverige introducerades elsparkcyklar hastigt under 2018. Vid lanseringen i Sverige kallades elsparkcykeln ofta elscooter eller scooter efter engelskans e-scooter. Redan då var elsparkcyklarna omdebatterade i USA. Trots det fanns ett starkt intresse från flera europeiska länder att införa elsparkcykeln som ett transportmedel för kortare sträckor och som ett alternativ till bil eller komplement till buss när turer saknades.
I Sverige inträffade den första dödsolyckan med elsparkcykel i Helsingborg 2019. Det fick Transportstyrelsen att vilja förbjuda elsparkcyklar på vägarna. "Fordon som inte är godkända ska inte vara i trafiken" uttalade Hans Cassepierre, utredare på Transportstyrelsen.

## Definition i Sverige
Elsparkcyklar klassas i Sverige som cykel om den uppfyller ett flertal kriterier enligt "Lagen (2001:559) om vägtrafikdefinitioner". Se vidare under avsnittet Cykel (punkt 2).
Det är ett eldrivet fordon utan tramp- eller vevanordning som är:
1. Inrättat huvudsakligen för befordran av en person.
2. Inrättat för att föras av den åkande.
3. Konstruerat för en hastighet av högst 20 kilometer i timmen.

Dessutom får en elsparkcykels märkeffekt inte överstiga 250 watt för att klassas som en cykel. Vid specifikationer som överstiger nämnda värden kan fordonet klassas som EU-moped, men då måste reglerna som finns för EU-moped vara uppfyllda. Vid de fall fordonet inte uppfyller reglerna för cykel, EU-moped eller annan fordonsklassning, får fordonet endast framföras inom inhägnat område.
Andra regler som ett cykelklassat fordon måste uppfylla:
- Utrustad med ringklocka
- Utrustad med bromsar
- Utrustad med lykta och reflexer vid mörkerkörning
- Brukare under 15 år måste använda hjälm

### Mopedklassad elsparkcykel
En elsparkcykel med motor som ger en effekt över 250 W och 20 km i timmen kan få användas under förutsättning att den är registrerad som en moped (närmast effektmässigt blir moped klass II). I så fall gäller att följande regler måste uppfyllas:
- Brukare måste använda hjälm
- Elsparkcykeln/mopeden måste vara registrerad
- Brukaren måste ha en giltig trafikförsäkring för fordonet
- Hastighetskrav på högst 25 km/timmen
- Möjlighet att skjutsa passagerare om det finns avsedd plats.

En mopedklassad elsparkcykel får brukas enligt samma regler som en moped och får därför användas på allmän väg. Mopeder har tydligare specificering av hur bromsarna ska vara utformade med högre krav på bromskraft, oberoende bromssystem för bak- och framhjul och uppmätt manöverkraft vid inbromsning. Detta gör det mycket svårt för elsparkcyklar att tekniskt leva upp till kraven som ställs på mopeder.

## Miljöpåverkan
Elsparkcyklarna riskerar att förorena vattnet med gifter och metaller som återfinns i t.ex. litiumbatterier och annan elektronik. Detta har också argumenterats i en debattartikel av Lars Olov Sjöström och Bengt Swahn från MHF.

### Sverige
Elsparkcyklar för uthyrning har återfunnits i kanaler, hamnar och andra vattendrag i svenska städer. Dykare hittade 23 elsparkcyklar i Norra hamnen i Helsingborg under 2019 och tidigare samma år hittade dykare tio elsparkcyklar i Mölndalsån i Göteborg. Även i Malmö finns rapporter om att många elsparkcyklar fiskas upp av dykare i kanalen, och i Stockholm rapporterades det om att dykaren Fredrik Johansson under första månaderna 2020 dragit upp 90 elsparkcyklar som legat i vattnet längs Strandvägen.

## Trafikregler

### Sverige
1 september 2022 blev det otillåtet att köra på gångvägar och trottoarer eller att parkera elsparkcykeln på gångvägar och cykelvägar. Istället ska elsparkcyklarna parkeras på särskilda anvisade platser eller vid vanliga cykelparkeringar. Alltså inte längre på trottoarer eller mot husfasader. Vid felparkering kan elsparkcykeln transporteras bort och ägaren bötfällas. Uthyrningsföretag beslutar i sin tur om och hur kunder ska bestraffas. Den 23 december 2023 blev det förpliktigat att försäkra fordonet för ägare till elsparkcyklar och andra eldrivna fordon som inte har vev- eller trampanordning och antingen (1) är konstruerat för att gå snabbare än 20 kilometer i timmen eller (2) är konstruerat för att gå snabbare än 14 kilometer i timmen och väger mer än 25 kilo. Trafikförsäkringspliktiga elsparkcyklar omfattas inte av hemförsäkringen. Ägare som inte kan visa upp försäkringsbeviset riskerar böter.
Grundreglerna för elsparkcyklar och cyklar är:
- Det är inte tillåtet att vara två personer på en elsparkcykel.
- Det är inte tillåtet att köra i motsatt riktning på en enkelriktad cykelbana.
- Det är inte tillåtet att köra mot rött ljus.
- Det är inte tillåtet att köra fortare än en fotgängare på en trottoar.
- Det är inte tillåtet att parkera på en gång- eller cykelbana.
- Det är inte tillåtet att parkera på en trottoar.
- Det är inte tillåtet att köra om du är påverkad av alkohol.
- Det är inte tillåtet att köra utan bromsar och ringklocka.
- Det är inte tillåtet att köra utan reflexer fram och bak om det är mörkt.